# Premiership Rugby 2013-14
La Liga de Inglaterra de Rugby 15 2013-14, más conocido como Aviva Premiership 2013-14 (por razones comerciales) fue la vigésimo séptima edición del torneo más importante de rugby de Inglaterra.

## Formato
El torneo se disputó en dos etapas, la primera una fase regular en donde cada equipo se enfrentó en condición de local y de visitante a cada uno de sus rivales, posteriormente los cuatro mejores equipos clasificaron a la postemporada, enfrentándose en eliminaciones directas comenzando desde las semifinales. 
El último clasificado de la fase regular descendió al RFU Championship.

## Desarrollo

### Fase regular
| Pos. | Equipo             | Encuentros | Encuentros | Encuentros | Encuentros | Tantos | Tantos | Tantos | PB | PB | Puntos |
| Pos. | Equipo             | PJ         | PG         | PE         | PP         | F      | C      | Dif    | BO | BD | Puntos |
| ---- | ------------------ | ---------- | ---------- | ---------- | ---------- | ------ | ------ | ------ | -- | -- | ------ |
| 1.º  | Saracens           | 22         | 19         | 0          | 3          | 629    | 353    | 276    | 10 | 1  | 87     |
| 2.º  | Northampton Saints | 22         | 16         | 2          | 4          | 604    | 350    | 254    | 7  | 3  | 78     |
| 3.º  | Leicester Tigers   | 22         | 15         | 2          | 5          | 542    | 430    | 112    | 7  | 3  | 74     |
| 4.º  | Harlequins         | 22         | 15         | 0          | 7          | 437    | 365    | 72     | 4  | 3  | 67     |
| 5.º  | Bath               | 22         | 14         | 2          | 6          | 495    | 388    | 107    | 4  | 3  | 67     |
| 6.º  | Sale Sharks        | 22         | 12         | 0          | 10         | 432    | 399    | 33     | 3  | 6  | 57     |
| 7.º  | London Wasps       | 22         | 9          | 0          | 13         | 451    | 533    | -82    | 4  | 9  | 49     |
| 8.º  | Exeter Chiefs      | 22         | 9          | 0          | 13         | 426    | 480    | -54    | 2  | 7  | 45     |
| 9.º  | Gloucester         | 22         | 8          | 0          | 14         | 440    | 539    | -99    | 4  | 8  | 44     |
| 10.º | London Irish       | 22         | 7          | 0          | 15         | 396    | 496    | -100   | 2  | 6  | 36     |
| 11.º | Newcastle Falcons  | 22         | 3          | 0          | 19         | 281    | 544    | -263   | 2  | 8  | 22     |
| 12.º | Worcester Warriors | 22         | 2          | 0          | 20         | 325    | 581    | -256   | 1  | 7  | 16     |

|  | Semifinalistas.                 |
|  | Descendido al RFU Championship. |

### Postemporada

#### Semifinal
| 16 de mayo de 2014 | Northampton Saints | 21 - 20 | Leicester Tigers |  |  |

| 17 de mayo de 2014 | Saracens | 31 - 17 | Harlequins |  |  |

#### Final
| 31 de mayo de 2014 | Saracens | 20 - 24 | Northampton Saints |  |  |

| Bandera de Inglaterra      |
| Campeón Northampton Saints |
| Primer título              |